# حسام أبو عيشة
حسام أبو عيشة (ولد في القدس عام 1959) ممثل وكوميدي فلسطيني.

## نشأته وتعليمه
ولد حسام أبو عيشة عام 1959 في القدس، ودرس إدارة الأعمال في بيروت.

## سيرته الفنية
انضم للمسرح الوطني الفلسطيني عام 1976، وكان واحدا من مؤسسي «المسرح الشعبي» وأيضًا «مسرح السنابل» في القدس. قضى في سجون الاحتلال الإسرائيلية 3 أعوام أنجز خلالها ثلاثة أعمال مسرحية: الأول من أيار، و«سبارتاكوس»، و«عائد إلى حيفا». وقد انتخب الفنان حسام أبو عيشة عام 1991 رئيسًا لنقابة الفنانين الفلسطينيين لمدة 3 سنوات وعمل محررا للصفحة الفنية في مجلة «العودة» المقدسية. شارك في العديد من الأفلام والمسلسلات التلفزيونية والإذاعية، وقدم أيضا عروضا كوميدية منفردة.

## جوائز وتكريم
- جائزة أفضل ممثل في مهرجان حيفا لمسرح الطفل عن مسرحية «القزم وبنت الطحان» عام 1996.
- أفضل إخراج وملابس عن مسرحية «المهاجر» في مهرجان قرطاج في تونس عام 1999.
- التانيت الذهبي لمسرحية «قصص تحت الاحتلال» من مهرجان قرطاج في تونس والجائزة الثانية على المستوى العربي لمسرحية السمكة الذهبية عام 2005.[1]
- تكريم من وزارة الثقافة الفلسطينية في مهرجان القدس السينمائي 2018.[5]

## أعمال مصورة

### مسلسلات
- كفر اللوز، 2016، في دور «أبو الفوز»
- سوق ربع مركزي، 2019، في دور «أبو فيروز»
- أولاد المختار، 2019، في دور «أبو مخلوف»
- كفر اللوز، الجزء الثاني، 2020، في دور «أبو الفوز»
- ام الياسمين (مسلسل)

### أفلام
- حيفا، 1996
- هكذا أصبح جاسوسا، 2019

### مسرح
- على خطى هاملت - 2009
- قهوة زعترة - 2018
- قصص تحت الاحتلال - 2001

### برامج تلفزية
- الصندوق، يعرض كل رمضان على قناة فلسطين

## روابط خارجية
- حسام أبو عيشة على موقع قاعدة بيانات الأفلام العربية